# Zygosepalum revolutum
Zygosepalum revolutum là một loài thực vật có hoa trong họ Lan. Loài này được Garay & G.A.Romero miêu tả khoa học đầu tiên năm 1999.